# Gomaringen
Gomaringen è un comune tedesco di 9 252 abitanti,, situato nel land del Baden-Württemberg.

## Amministrazione

### Gemellaggi
- Arcis-sur-Aube, dal 1976